# Ratpenat de Goudot
El ratpenat de Goudot (Myotis goudoti) és una espècie de ratpenat de la família dels vespertiliònids. És endèmic de Madagascar, on és present a gairebé tota l'illa. Té una àmplia varietat d'hàbitats naturals, però prefereix les formacions boscoses amb prou vegetació per mantenir una població de ratpenats. És una espècie en risc mínim, és a dir, no sembla que hi hagi cap amenaça significativa per a la seva supervivència.